# Římskokatolická farnost Bohuslavice u Kyjova
Římskokatolická farnost Bohuslavice u Kyjova je územní společenství římských katolíků s farním kostelem svatého Filipa a Jakuba v děkanství hodonínském. Do farnosti patří Bohuslavice, místní část města Kyjov.

## Historie farnosti
Farní kostel pochází z konce 13. století. Na místě původního středověkého kostela byl postaven ve druhé polovině 17. století pozdně barokní kostel.

## Duchovní správci
Administrátorem excurrendo byl od srpna 2002 do července 2014 P. František Alexa ze Šardic.Od 1. srpna 2014 byl administrátorem excurrendo ustanoven R. D. Mgr. Miroslav Sedlák. Od 15. února 2016 byl administrátorem excurrendo R. D. Mgr. Vladimír Mrázek. Toho v červenci 2023 nahradil P. ThLic. Pavel Stuška, PhD.

## Bohoslužby
| Kostel                  | Místo       | Bohoslužba (den) | Hodina | Poznámka     |
| ----------------------- | ----------- | ---------------- | ------ | ------------ |
| svatého Filipa a Jakuba | Bohuslavice | neděle           | 9.00   | Farní kostel |

## Aktivity ve farnosti
Na 2. březen připadá Den vzájemných modliteb farností za bohoslovce a bohoslovců za farnosti brněnské diecéze. Adorační den se koná 27. července.
Každoročně se ve farnosti koná tříkrálová sbírka. V roce 2018 dosáhl výtěžek sbírky 12 901 korun korun.

## Kněží pocházející z farnosti
Dne 25. června 2016 byl v brněnské katedrále vysvěcen na kněze bohuslavický rodák, novoříšský premonstrát, D. Petr Pavel Severin, O.Praem., který následně slavil 2. července téhož roku v Bohuslavicích primiční Mši svatou.